# Mein Freund, der Entführer
Mein Freund, der Entführer (Originaltitel: Me and the Kid) ist eine US-amerikanische Filmkomödie aus dem Jahr 1993. Regie führte Dan Curtis, das Drehbuch schrieb Richard Tannenbaum anhand des Romans Taking Gary Feldman von Stanley Cohen.

## Handlung
Harry und sein Komplize Roy brechen in die in einer Vorstadt New Yorks befindliche Villa des Unternehmers Victor Feldman ein, die sie ausrauben wollen. Sie entführen den achtjährigen Sohn des Unternehmers, Gary, wovon sie sich Lösegeld versprechen. Es stellt sich heraus, dass Gary von seinen Eltern vernachlässigt wurde und psychiatrisch behandelt wird. Harry und Gary reisen gemeinsam durch die USA; sie werden zu Freunden. Der Zustand Garys bessert sich.

## Kritiken
Emanuel Levy schrieb in der Zeitschrift Variety vom 21. Oktober 1993, das „beachtliche Talent“ von Danny Aiello sei in dieser „trivialen Abenteuerkomödie“ verschwendet. Der Film könne den Kindern gefallen, doch deren Eltern würden das Bild der geistlosen und unsensiblen Erwachsenenwelt ablehnen. Aiello bringe seinen „gewohnten Charme und die Autorität“ in die Rolle.
Film-Dienst bezeichnete den Film als „Krimi-Abenteuer“. Die Zeitschrift TV Spielfilm 4/2008 bezeichnete ihn als „nichtssagend“.

## Hintergründe
Der Film startete am 22. Oktober 1993 in ausgewählten Kinos in den USA. Dort spielte er ca. 60 Tsd. US-Dollar ein.